# Atenció plena
L'atenció plena (mindfulness), és "l'enfocament sense prejudicis de l'atenció d'un mateix en les pròpies emocions, pensaments i sensacions que es produeixen en el moment present", que pot ser entrenada per les pràctiques de meditació derivades de l'anapanasati budista. Jon Kabat-Zinn les ha popularitzat a Occident amb el seu programa de Mindfulness-Based Stress Reduction (MBSR, o Reducció de l'estrès basat en l'atenció plena).

## Aplicacions
La psicologia clínica i la psiquiatria des de la dècada de 1970 han desenvolupat una sèrie d'aplicacions terapèutiques basades en l'atenció plena per ajudar les persones que estan passant per una varietat de situacions psicològiques, en particular per a la reducció de l'ansietat i la depressió. Els estudis clínics han documentat els beneficis per a la salut física i mental de l'atenció en general, i de la MBSR particular. Els programes basats en la MBSR i models similars han estat àmpliament adaptats a les escoles, presons, hospitals, centres de veterans, i altres ambients.
Si bé es considera provat que la teràpia mindfulness té una efectivitat major que la mera exposició a psicoeducació, relaxació, i imaginació, la seva eficàcia és similar a la teràpia cognitiu-conductual.